# Chomeini-Mausoleum

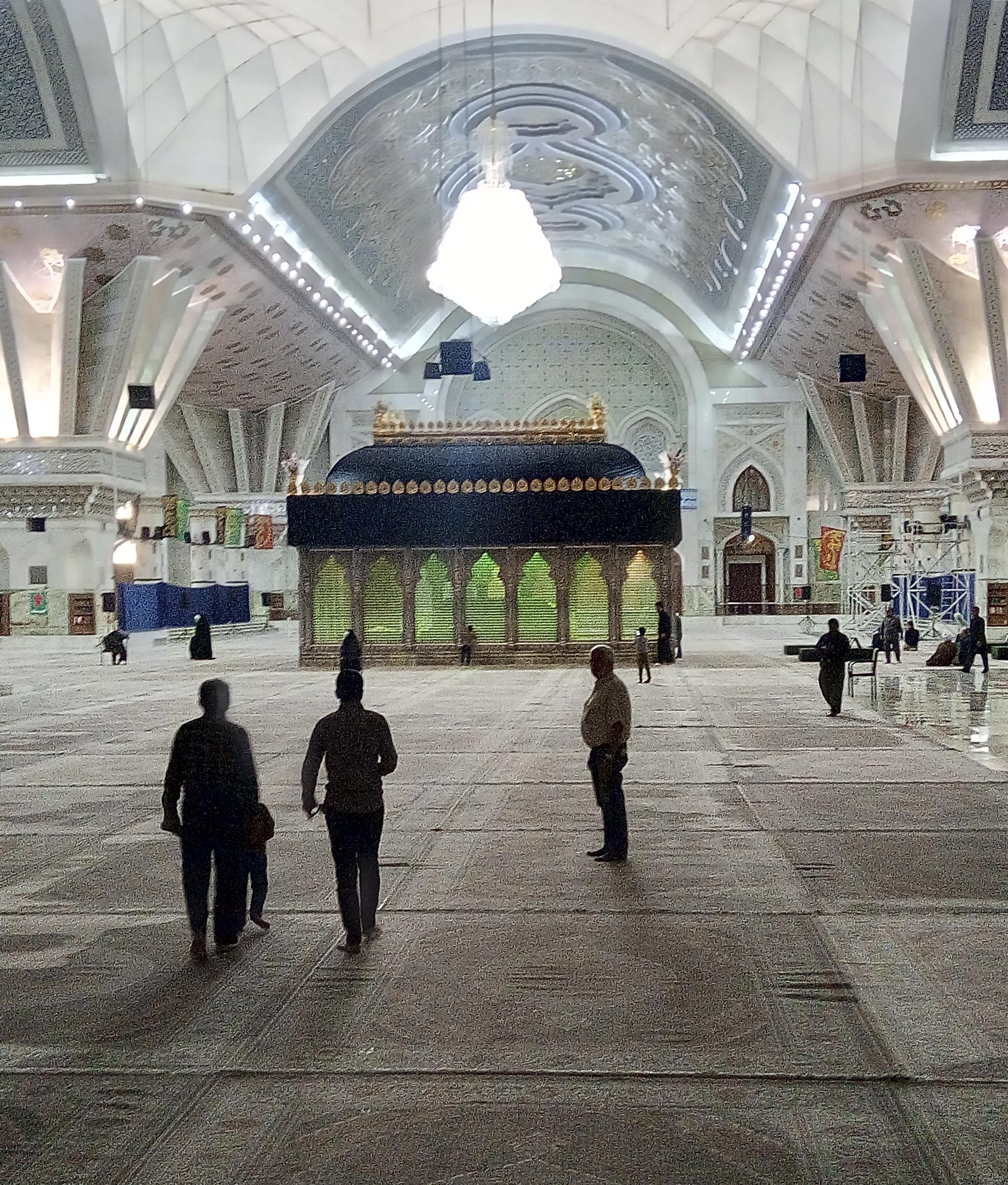
Innenansicht 2017

Das Chomeini-Mausoleum beherbergt das Grab des schiitischen Ajatollah und Machthabers Ruhollah Chomeini sowie das von Chadidsche Saqafi, seiner Ehefrau, die 2009 starb und Ahmad Chomeini, seinem zweiten Sohn, der 1995 starb. Es wurde auf einem beschlagnahmten Grundstück, das zuvor der Familie des Generals Iradsch Matboie gehörte, errichtet. Es befindet sich ca. 10 km südlich von Teheran nahe dem Friedhof von Behescht-e Zahra („Paradies von Zahra“).

## Baugeschichte
Die Konstruktion des Mausoleums begann 1989 nach dem Tod Chomeinis am 3. Juni des Jahres. Es befindet sich nach wie vor im Bau; wenn es fertiggestellt sein wird, soll es das Kernstück eines Komplexes sein, der sich über 20 km² erstreckt, inklusive eines Kultur- sowie eines Tourismus-Zentrums, einer Universität für Islamstudien, einer Akademie, einer Einkaufspassage und eines Parkplatzgeländes für bis zu 20.000 Fahrzeuge. Die iranische Regierung hat Berichten zufolge 2 Milliarden US-Dollar in die Entwicklung gesteckt. Der Architekt ist Mohammed Tehrani.

## Baubeschreibung
Das Mausoleum besitzt eine goldene Kuppel auf einem hohen Tambour, umgeben von vier freistehenden, 91 m hohen Minaretten; die Höhe von 91 m soll Chomeinis angebliches Alter bei seinem Tod 1989 in Mondjahren symbolisieren. Die Kuppel ist 68 m hoch, was das islamische Jahr 1368 symbolisieren soll – das Chomeinis Todesjahr 1989 im gregorianischen Kalender entspricht. Der Schrein ist umgeben von einem weitläufigen rechteckigen Platz, der so entworfen wurde, um einer großen Anzahl von Besuchern Raum zu schaffen. Mit seiner Größe und einschließlich der Qiblawand und einer Maqsūra ähnelt das Grab einer Moschee – ist aber präzisiert eine Hussainia, ein Ort, wo schiitische Muslime unter anderem ihre Aschura-Riten vollziehen.

## Bedeutung als Pilgerstätte
Der Ort ist Pilgerstätte für Anhänger Chomeinis und seiner Ideologie. Zu seiner Beisetzung waren seinerzeit ca. 10 Millionen Menschen anwesend. Das Mausoleum ist für iranische Regierungspersonen von symbolischer Bedeutung und wird auf Anlass von ausländischen Würdenträgern besucht. Chomeinis Enkel Hassan Chomeini wurde mit der Pflege des Mausoleums betraut.